# Asahi Mutual Life Insurance Company
L'Asahi Mutual Life Insurance Company (朝日生命保険相互会社, Asahi Seimei Hoken Sōgo-kaisha) est une société d'assurance japonaise dont le siège se trouve à Tokyo. Fondée en 1888, la société est à présent une des plus importantes compagnies d'assurance du Japon.

## Source de la traduction
- (en) Cet article est partiellement ou en totalité issu de l’article de Wikipédia en anglais intitulé « Asahi Life » (voir la liste des auteurs).